# Фестивал влашке изворне песме
Фестивал влашке изворне песме је фестивал такмичарског карактера који се традиционално одржава у Бору од 2002. године.
Основан је 2002. године у циљу очувања аутентичног народног стваралаштва у домену музичког израза тако што подстиче прикупљање незабележених песама из свих крајева у којима живе Власи и развија и негује оригиналне изворне песме. Окупља извођаче из источне Србије који се такмиче у две категорије: соло песма са музичком пратњом и соло песма без музичке пратње. Од укупног броја пријављених, Уметнички савет фестивала бира 30 такмичара. Програмски садржај, укључујући ревијални део фестивала утврђује Програмски савет. Организатор фестивала је Центар за културу града Бора.

## Победници
Фестивал је такмичарског карактера са две такмичарске категорије, соло песма са музичком пратњом и соло песма без музичке пратње. Раније су постојеле и категорије дует, дует са и без музичке пратње као и специјалне награде жирија и публике.
| Датум одржавања    | Фестивал       | Победник                       | Победник                      | Реф.   |
| Датум одржавања    | Фестивал       | Соло песма са музичком пратњом | Соло песма без музичке пратње | Реф.   |
| ------------------ | -------------- | ------------------------------ | ----------------------------- | ------ |
| 2002.              | I фестивал     | Мирослав Чулиновић             | Мирослав Чулиновић            |        |
|                    | II фестивал    |                                |                               |        |
|                    | III фестивал   |                                |                               |        |
| 11. новембар 2006. | IV фестивал    | Ивана Матушић                  | Зорица Дудејић                |        |
| 2007.              | V фестивал     | Јанко Мартинесић               | Зорица Дудејић                |        |
| 2. октобар 2010.   | VI фестивал    | Ивана Матушић                  | Зорица Дудејић                | [ 2 ]  |
| 5. новембар 2011.  | VII фестивал   | Драгана Јеремић                | Марија Мардаљевић             | [ 3 ]  |
| 2012.              | VIII фестивал  | Слободан Дујкић                | Вионера Пауновић              |        |
| 23. новембар 2013. | IX фестивал    | Дејан Крчоба                   | Јела Марјановић               | [ 4 ]  |
| 28. новембар 2014. | X фестивал     | Драгана Јеремић                | Љубисав Адамовић              | [ 5 ]  |
| 27. новембар 2015. | XI фестивал    |                                |                               | [ 6 ]  |
| 19. новембар 2016. | XII фестивал   | Слободан Дујкић                | Љубисав Адамовић              | [ 7 ]  |
| 10. новембар 2017. | XIII фестивал  | Драгана Јеремић                | Мануела Бумбешевић            | [ 8 ]  |
| 23. новембар 2018. | XIV фестивал   | Слободан Дујкић                | Катица Маринковић             | [ 9 ]  |
| 29. новембар 2019. | XV фестивал    | Данијела Пражић                | Катица Тодоровић              | [ 10 ] |
| 26. октобар 2020.  | XVI фестивал   |                                |                               | [ 11 ] |
| 3. септембар 2021. | XVII фестивал  | Смиља Фуфановић                | Зорица Дудејић                | [ 12 ] |
| 28. октобар 2022.  | XVIII фестивал | Саша Дражиловић                | Зорица Дудејић                | [ 13 ] |
| 20. октобар 2023.  | XIX фестивал   | Саша Дражиловић                | Јела Марјановић               | [ 14 ] |